# Walter Bezerra de Sá
Walter Bezerra de Sá (Fortaleza, 25 de dezembro de 1908 — Brasília, 18 de maio de 1967) foi um advogado, agrimensor e político brasileiro, outrora deputado federal pelo Ceará.

## Dados biográficos
Filho de Joaquim de Sá e Ana Bezerra de Sá. Advogado formado pela Universidade Federal do Ceará, era também agropecuarista e como agrimensor graduado no Colégio Militar de Fortaleza executou a canalização de águas e esgotos no Crato, assim como a dragagem, o enrocamento e o aterro no Porto do Mucuripe.
Eleito deputado federal via PSP em 1950, figurou como suplente nos dois pleitos seguintes e não disputou outro mandato em 1962. Membro da ARENA após a outorga do bipartidarismo por força do Ato Institucional Número Cinco baixado pelo Regime Militar de 1964, elegeu-se deputado federal em 1966, mas faleceu em maio do ano seguinte vítima de infarte e em seu lugar foi efetivado Wilson Roriz.